# Gaspare Diziani

Gaspare Diziani, La famiglia di Dario da Alessandro Magno, 1740

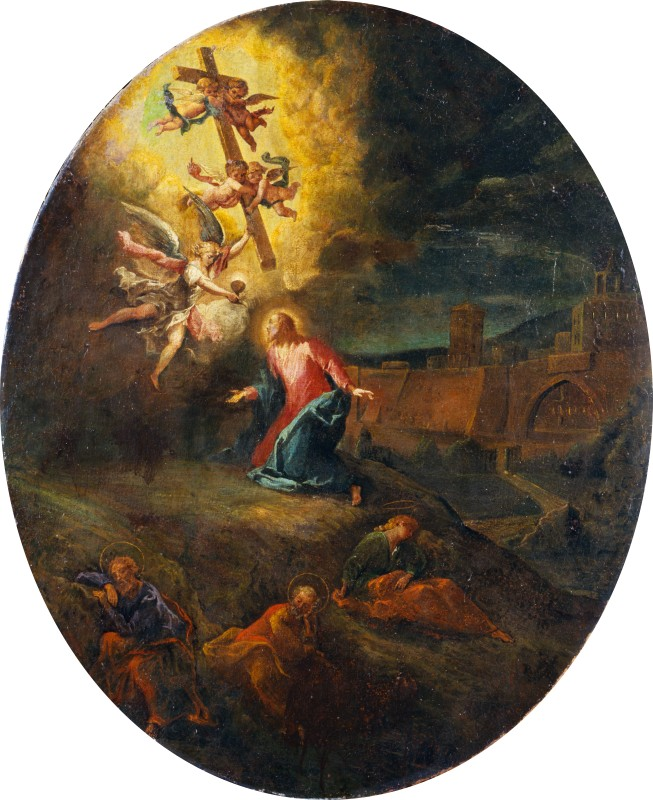
Orazione nell'orto del Getsemani, 1745 ca. (Fondazione Cariplo)

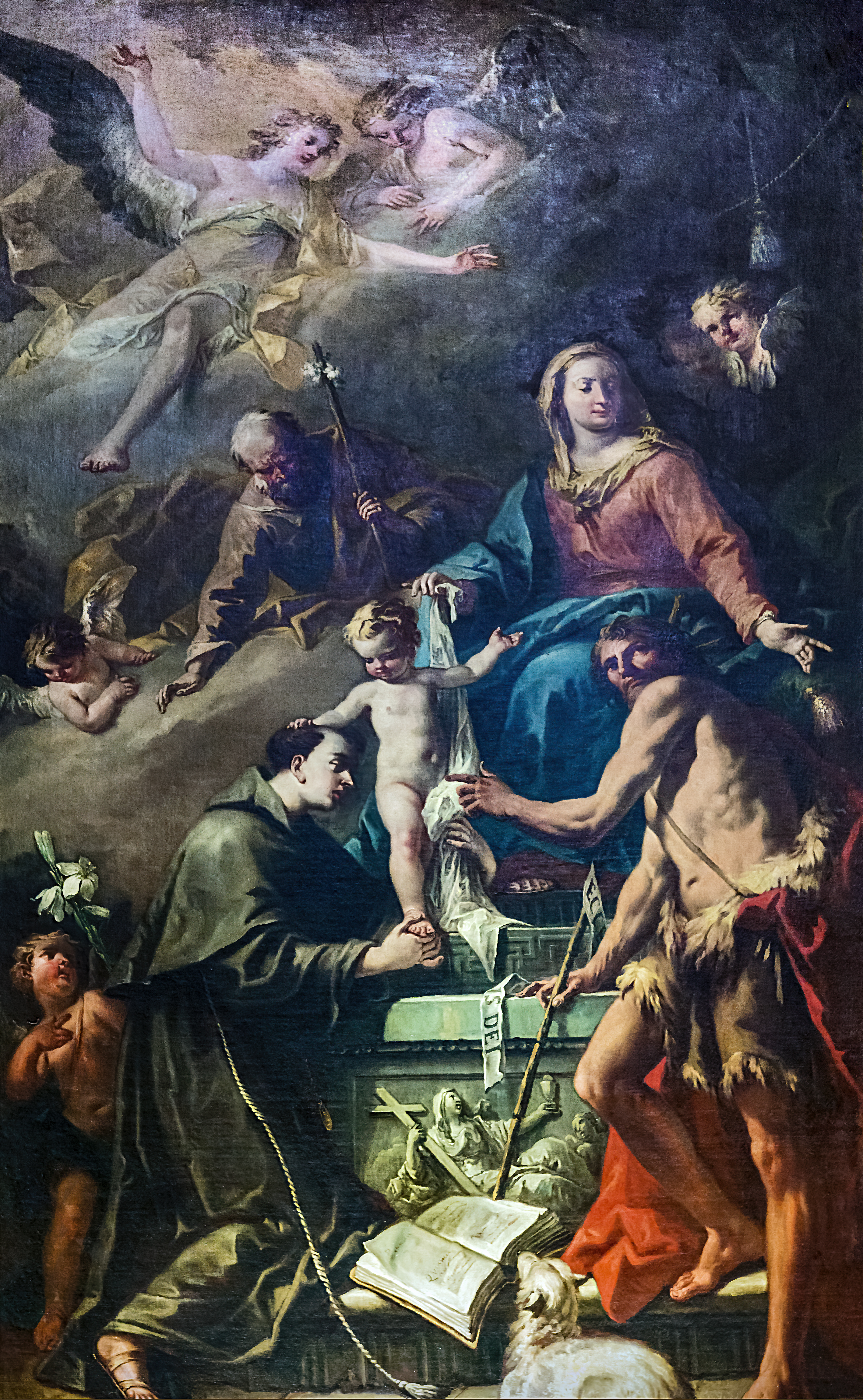
La Vergine col Bambino, san Giuseppe, san Giovanni Battista e sant'Antonio da Padova, Chiesa dei Santi Apostoli (Venezia), 1755

Gaspare Diziani (italianizzazione del cognome De Cian; Belluno, 24 gennaio 1689 – Venezia, 17 agosto 1767) è stato un pittore italiano.

## Biografia
Figlio di Giuseppe e di Giustina Lina, si formò presso Antonio Lazzarini, mediocre pittore bellunese. Ancora giovane, si trasferì a Venezia per completare i propri studi nella scuola di Gregorio Lazzarini e poi in quella di Sebastiano Ricci.
Dal 1717 accompagnò a Dresda lo scenografo Alessandro Mauro, con il quale lavorò presso alcuni teatri. Operò anche a Monaco di Baviera. Tornato a Venezia nel 1720, ripartì poi per Roma al servizio del cardinale Pietro Ottoboni. 
Passò il resto della vita nei territori della Serenissima. Fu, peraltro, tra i fondatori della Veneta accademia di pittura, scultura e architettura e ne ricoprì la carica di presidente.
L'influenza di Ricci si evidenziò nel colorismo e nella plasticità delle forme, come dimostrarono più che le grandi composizioni, i piccoli bozzetti, quali le Scene dell'Apocalisse, e i molti disegni pervenuti sino ai nostri tempi.
Anche i figli Antonio e Giuseppe divennero pittori paesaggisti, attivi a Venezia in aiuto al padre, come nel caso degli affreschi della villa Barbini a Casella d'Asolo.

## Opere
- Maria Maddalena (1710-1720), chiesa di Santo Stefano, Belluno
- Ingresso a Gerusalemme (1710-1720), San Teodoro, Venezia
- San Francesco in estasi (1727), chiesa di San Rocco, Belluno
- Vita di Sant'Elena (tre quadri), Scuola del Vin, Venezia
- Martire (1734-1735), duomo di Chioggia
- L'elemosina di Angelo Paoli, chiesa del Carmine, Venezia
- Diana, Museo Correr, Venezia
- Selene e Endimione (1750-1755), Venere con anonimo (1740-1747), Bambino che gioca con un leopardo, Museo del Settecento Veneziano, Ca' Rezzonico
- Decorazione affresco, chiesa di San Bartolomeo (1750), Bergamo
- Adorazione dei pastori (1753-54), basilica di Santa Maria Assunta, Clusone (BG), olio su tela centinata cm 280x140
- Ultima cena, olio su tela, sagoma evoluta cm 360 x 200, chiesa di Ognissanti, Roncade (1751)[4]
- Antioco e Stratonice, Bowes Museum, Contea di Durham, Regno Unito
- Coppia in una foresta, Dallas Museum of Art, Texas
- Gli dei dell'Olimpo, Museo dell'Ermitage, San Pietroburgo, Russia
- Il ritrovamento di Mosè
- Il ratto di Deianira
- Venere e Vulcano
- Il ratto d'Europa
- San Francesco di Paola
- Il sacrificio di Isacco (1750-1755), Galleria nazionale d'Arte, Washington
- Trionfo di Poesia, Ca' Rezzonico
- San Pietro e san Paolo combattono l'eresia,  Museo eucaristico di Ierone, Paray-le-Monial
- Opera visibile nella chiesa dell'Angelo Raffaele Venezia
- I santi Francesco, Antonio, Bonaventura e Pietro d'Alcantara, chiesa di San Bonaventura delle Eremite, Padova
- La Vergine col Bambino, san Giuseppe, san Giovanni Battista e sant'Antonio da Padova (1755), chiesa dei Santi Apostoli, Venezia
- L'Immacolata tra San Francesco di Paola e San Sebastiano e Madonna del Carmine tra San Giuseppe e San Nicolò, duomo di San Vito al Tagliamento